# Viktor Brausewetter
Viktor Brausewetter (* 12. September 1845 in Gumbinnen, Ostpreußen; † 12. März 1926 in Wien) war ein deutsch-österreichischer Bauingenieur und Bauunternehmer.
Brausewetter studierte unter anderem an der Polytechnischen Schule Hannover. Später war er als Baudirektor bei der Staats-Eisenbahn-Gesellschaft beschäftigt. Zu seinen Projekten gehörten Trassierungen für die Mährisch-Schlesische Centralbahn und die Waagtalbahn.
Mit Adolph Freiherr von Pittel gründete er 1870 die Zementwaren- und Kunststeinfabrik – später Betonbau-Unternehmung – Pittel & Brausewetter, zuerst mit Sitz in Pressburg, ab 1878 in Wien, die später auch Niederlassungen in Sofia, Bielitz, Prag und Budapest unterhielt.
Außerdem war Brausewetter auch Seniorchef des Bauunternehmens E. Gartner.
Er engagierte sich auch als Mitglied des Österreichischen Ingenieur- und Architekten-Vereins und des 1907 gegründeten Österreichischen Betonvereins für die wirtschaftliche und technische Entwicklung im Beton- bzw. Stahlbetonbau.
Anlässlich seines 80. Geburtstags im Jahr 1925 erhielt Brausewetter als Pionier des Betonbaus die Akademische Ehrenbürgerschaft der Technischen Hochschule Wien.
Ihm zu Ehren wurde 1955 in Wien-Floridsdorf die Brausewettergasse benannt. Sein Grabmal befindet sich auf dem Evangelischen Friedhof Simmering.